# Angry Birds Friends
Angry Birds Friends es la sexta entrega del videojuego Angry Birds. Como las demás versiones de la saga, ha sido desarrollado y publicado por Rovio Entertainment. Inicialmente se llamó Angry Birds Facebook pero a los tres meses fue renombrado con el título actual. El 2 de mayo de 2013, se anunció el lanzamiento del videojuego para sistemas Android y el 27 de octubre de 2014, Rovio creó la liga global que permite competir a los usuarios de todo el mundo.

## Características del juego
Además de las opciones disponibles en las versiones previas del juego, Angry Birds Friends permite a los jugadores usar sus cuentas en Facebook para competir entre sí. Cada semana se celebra a través de esta red social un torneo con 6 niveles a superar. El juego incluye un "Power´s Practice" que permite ejercitarlos.[cita requerida]
Los potenciadores —"Power-Ups"— ayudan a los jugadores apuntar al blanco con mayor precisión, los pájaros pueden volar más lejos y causar más destrozos.  Pueden conseguirse invitando a amigos al juego o comprarse en la tienda en línea. En esta puede también adquirirse avatares para personalizar su perfil, por ejemplo, usando el Bird-o-Matic.[cita requerida]

### Pájaros disponibles
Los personajes desde que existe el juego son:
- Pájaro rojo (Red)
- Pájaro azul (Los Blues)
- Pájaro amarillo (Chuck)
- The Hunter (Terence con sombrero)
- Santa Boom (Bomb navideño)
- Pájaro negro (Bomb)
- Pájaro blanco (Matilda)
- Pájaro verde (Hal)
- Pájaro rojo gordo (Terence)
- Mighty Eagle
- Pájaro naranja (Bubbles)
- Pájaro Hockey (Hockey Bird, solo apareció en el torneo NHL All-Stars)
- Wingman (Terence Superhéroe)
- Shakira Bird

### Episodios del juego
El juego consiste en seis episodios como los de Angry Birds clásico más el torneo.
- Golden Eggs de Angry Birds Friends. (10 niveles)
- Poached Eggs. (63 niveles)
- Surf and Turf. (45 niveles)
- Mighty Hoax. (42 niveles)
- Pigini Beach. (15 niveles)
- Pig Tales. (30 niveles)
- Weekly Tournament (6 niveles diferentes)

El episodio Green Day (22 niveles) fue removido el 20 de diciembre de 2012.

#### Torneos
Desde su creación el 23 de mayo de 2012, se suceden competiciones para que los jugadores puedan competir en línea. Al principio se celebraba un torneo semanal. En junio de 2016, el número aumentó a dos cada semana. Los jugadores que alcanzan los tres primeros puestos ganan monedas que pueden usar para comprar potenciadores. 
NOTA: Son 281 torneos actualmente, pero en la lista solo se nombran los más relevantes, además de los conmemorativos o alusivos:
- Lotus F1 Team: Desde del 3 al 9 de septiembre de 2012, es un torneo especial en torno a la colaboración de Lotus F1 Team.
- Halloween: En este torneo del 29 de octubre al 4 de noviembre de 2012, se usa el ave naranja y Big Red aparece como "Terence the Hunter" que puede destruir todo a su paso, sin reemplazar aves y el uso de "Power-Ups" (90 gratis).
- Lotus F1 (II): En este torneo, que se realizó desde el 12 al 18 de noviembre de 2012, da a conocer los "Frenzy Power-Ups". También se da a conocer Angry Birds Star Wars, junto con la participación de Lotus.
- Navidad: Este Torneo se realizó del 3 al 30 de diciembre de 2012. En esta edición aparece el ave negra como "Santa Boom", regalos que al dejar caer contenían dinamita oculta. Además, para el 24 de diciembre del mismo año los "Power-Ups" eran ilimitados. También en el torneo de la semana siguiente se celebró la bienvenida del 2013.
- San Valentín: Este torneo se realizó desde el 11 de febrero de 2013 hasta el 17 de febrero del mismo año. Se usa en este y en todos los demás torneos a Terence como "The Wingman" y reemplaza al ave que esté en el tirachinas.
- Marry Me Mel Ben: En el Nivel 3 del torneo Semanal de entre los días 6 y 12 de mayo de 2013 el nivel tenía un mensaje que decía "Te quieres casar conmigo" (que en inglés traduce Marry Me Mel), que fue un homenaje diseñado por Rovio que le permitió a Ben Levi de (ascendencia australiana), para proponerle matrimonio a Melissa Swift, su novia de mucho tiempo.
- Summer Tournament: Del 15 de julio al 25 de agosto de 2013, este torneo de trataba sobre el verano en el hemisferio norte.
- Freddie for a day: En este torneo se hace un tributo a Freddie Mercury, del 2 al 8 de septiembre de 2013.
- Rock in Rio: Se daba del 9 al 22 de septiembre de 2013.
- 25 Millions: Torneo del 30 de septiembre al 6 de octubre de 2013, que se celebró los 25 millones de usuarios registrados en la página oficial de Angry Birds en Facebook.
- Halloween (II): Torneo de tres semanas del 23 de octubre al 10 de noviembre de 2013, llega junto la opción de comprar resorteras para ser usadas con el Power-Up "Sling Scope".
- Holidays tournament (II): Este Torneo se realizó del 9 al 29 de diciembre de 2013, estrenando la canción de Ode to Snow.
- Winter Tournament: En este torneo, se basa en el Invierno y la celebración de la bienvenida del año 2014, que duró desde el 30 de diciembre de 2013 al 12 de enero de 2014.
- San Valentin (II): Este Torneo se realizó desde el 10 al 16 de febrero de 2014, y se trata sobre el día de San Valentin en los Estados Unidos.
- WingMan vz Porkator: Torneo llevado a cabo desde el 3 al 9 de marzo de 2014, este torneo tuvo al WignMan gratis por esta semana, además de la inclusión de un jefe final, El Porkator, quien ya abia parecido en el capítulo de Angry Birds Toons con el mismo nombre.
- Easter Tournament: Torneo que empezó desde el 14 al 21 de abril de 2014, que alusiva a la celebración de La Pascua.
- Pirate Tournament: Empezó el 19 al 25 de mayo de 2014, trató sobre los piratas.
- World Cup Football: (Parte I) Este torneo se dividió en dos partes, que su primera parte transcurrió desde el 9 al 15 de junio de 2014 y (Parte II) desde el 7 al 13 de julio de 2014, siendo parte de la celebración de La Copa Mundial de Fútbol de este año.
- Wingman (II) Cyporkador Tournament: Empezó el 4 al 10 de agosto de 2014, este torneo tuvo al WignMan inlimitado, además de la segunda inclusión de un jefe final, El Porkator.
- Office Tournament: Empezó el 1 al 7 de septiembre de 2014, en este torneo se homenajeó sobre el tema del estudio y el trabajo de oficina.
- Halloween (III): Torneo del 20 de octubre al 9 de noviembre de 2014, celebrando la llegada del Halloween.
- Roll with the pangolins: Es un torneo que empezó del 17 al 23 de noviembre, su tema trató sobre los pangolinos, unos mamíferos cubiertos de escamas duras y puntiagudas para defenderse y que son propios de África y Asia, promoviendo detener la caza ilegal y el abuso de esta especie.
- TNT Tournament: Torneo del 1 al 7 de diciembre de 2014, aludido al TNT.
- Holidays Tournament (III): Torneo del 15 de diciembre de 2014 al 4 de enero de 2015, celebrando cada semana una festividad decembrina.
- NHL All-stars Tournaments: Son torneos del 19 de enero al 1 de febrero de 2015 el cual su tema alusiva al comienzo de la temporada regular de las ligas de Hockey (La Temporada 2014 de la NFL y Super Bowl XLIX). Por primera y única vez en juegos de Angry Birds, Hockey bird o pájaro de hockey es jugable en este torneo.
- San Valentin (III): Este Torneo se realizó desde el 9 al 15 de febrero de 2015, y se trata sobre el día de San Valentin en los Estados Unidos.
- Retro Game Tournament: Este torneo empezó del 9 al 15 de marzo de 2015, este torneo hizo homenaje a los videojuegos más famosos de los 8 bytes. Varias torres alusivan a algunos juegos retro, tales como Pac-Man, Tetris, Breakout, Super Mario Bros, Space Invaders entre otros. El ambiente de los niveles estaba hecho con 8 bytes, y se incluyeron varios objetos que aparecían en los aquellos juegos, como cerezas de Pac-man, piezas de Tetris, monedas y cuadros sorpresa de Mario Bros, burbujas de Bubble Bobble, etc.
- Earth Hour: Este Torneo se realizó desde el 23 al 29 de marzo de 2015, este torneo hizo homenaje a La hora del planeta.
- Easter Tournament (II): Torneo que empezó desde el 30 de marzo al 5 de abril de 2015, que alusiva a la celebración de La Pascua.
- Rocket Tournament: Torneo que empezó desde el 13 al 19 de abril de 2015. Este torneo se realizó en un panorama nocturno y cada nivel estuvo añadido con montones de fuegos artificiales
- Bubbles Tournament: Torneo que empezó desde el 27 de abril al 4 de mayo en el que en todos los niveles Bubbles (Pájaro naranja) es jugable.
- Rock in Rio (II): Fue un torneo que empezó desde el 4 al 10 de mayo de 2015 y alusiva al festival de rock más grande del mundo Rock in Rio que en mayo llegara a Las Vegas, USA con la participación de varias bandas de rock.
- Help Nepal Tournament: Fue un torneo que empezó desde el 18 al 24 de mayo de 2015, que es un especial de Angry Birds a la víctimas de la catástrofe de Nepal, para este torneo el Power up Birdquaker no estuvo disponible.
- Massive Tournament: Torneo del 1 al 7 de junio de 2015.
- Underwater Tournament: Torneo del 15 al 21 de junio de 2015.
- Up for School Tournament: Torneo del 29 de junio al 5 de julio de 2015.
- Princess Tournament: Torneo del 20 a 26 de julio de 2015.
- Matilda Tournament: Torneo del 27 de julio al 2 de agosto de 2015.
- Angry Birds 2 Tournament: Torneo del 3 al 9 de agosto de 2015. Le hace celebración del lanzamiento oficial de Angry Birds 2.
- Hip-Hop Tournament: Torneo del 17 al 23 de agosto de 2015.
- RIO Tournament: Torneo del 31 de agosto al 6 de septiembre de 2015.
- Rock and Rio 2015 Tournament: Torneo del 14 al 20 de septiembre de 2015.
- Champions for Earth Tournament: Torneo del 21 al 27 de septiembre de 2015.
- Love Rocks Tournament: Torneo del 5 al 11 de octubre de 2015, en este torneo estuvo disponible el personaje del pájaro  chuck en versión del personaje de Shakira Bird, basado en la cantante Colombiana Shakira para promocionar su nuevo juego Love Rocks Starring Shakira, desarrollado por la propia empresa Rovio.
- Halloween Tournament s(IV): Torneo del 12 de octubre al 1 de noviembre de 2015.
- Moustache Pig Tournament: Torneo del 9 al 15 de noviembre de 2015.
- Wild West Tournament: Torneo del 23 al 29 de noviembre de 2015.
- Jelly Bounce Tournament: Torneo del 7 al 13 de diciembre de 2015.
- Holiday Oink Tournaments (IV): Torneo del 14 de diciembre de 2015 al 3 de enero del 2016, celebrando las festividades decembrinas.
- Carnival Days Tournament: Torneo del 27 de enero al 2 de febrero del 2016.
- Carnival Nights Tournament: Torneo del 3 al 9 de febrero del 2016.
- Heartbreaker Tournament (2016 Valentine's days) (IV): Este Torneo se realizó desde el 10 al 17 de febrero de 2016, y se trata sobre el día de San Valentin en los Estados Unidos.
- Year in Space Tournament: Torneo del 3 al 16 de marzo de 2016.
- Easter Tournament (III): Torneo que empezó desde el 24 al 30 de marzo de 2016, que alusiva a la celebración de La Pascua.
- Movie Hype Tournament: Torneo que empezó desde el 31 de marzo al 6 de abril de 2016, que alusiva al próximo estreno en el mes de abril de la película.
- Pirate Tournament: Torneo que empezó desde el 28 de abril al 4 de mayo de 2016.
- Angry Birds Movie Tournament: Torneo que empezó desde el 12 al 18 de mayo de 2016, que alusiva al estreno de la película.
- More Angry Birds Movie Tournament: Torneos que empezó desde el 19 al 25 de mayo de 2016, que alusiva al pasado estreno de la película.

- Viking Tournament: Torneos que empezaron desde el 2 al 8 de junio de 2016.
- The Knights of the Golden Egg Tournament: Torneos que empezaron desde el 16 al 22 de junio de 2016.
- Pig Your Ride Tournament: Torneos que empezaron desde el 30 de junio al 6 de julio de 2016.
- Summer Swine Tournament: Torneos que empezaron desde el 14 al 20 de julio de 2016.
- Tiger Day Tournament: Torneos que empezaron desde el 28 de julio al 3 de agosto de 2016.
- Sport Day Tournament: Torneos que empezaron desde el 11 al 3 de agosto de 2016.
- Own The Movie Tournament: Torneos que empezaron desde el 25 al 31 de agosto de 2016.
- Wish Upon a Pig Tournament: Torneos que empezaron desde el 8 al 14 de septiembre de 2016.
- Autumn Harvest Tournament: Torneos que empezaron desde 22 de septiembre al 5 de octubre de 2016.
- Halloween Tournaments (V): Torneos que empezaron desde el 13 de octubre al 6 de noviembre de 2016, celebrando la llegada del Halloween.
- Moustache Pig Tournament (II): Torneos que empezaron desde el 7 al 16 de noviembre de 2016.
- Amusement Pork Tournament: Torneos que empezaron desde el 24 al 30 de noviembre de 2016.
- Hogiday Tournaments (V): torneos que empezaron desde el 15 de diciembre del 2016 al 4 de enero del 2017.
- Year in the Rooster Tournament: Torneos que empezaron desde el 30 de enero al 1 de febrero de 2017 aludiendo al nuevo año chino.
- Love is in the Air (V): Torneos que empezaron desde el 9 al 15 de febrero de 2017, celebrando el día de San Valentin.
- Pig Day Tournament: Torneos que empezaron desde 2 al 8 de marzo del 2017.
- Earth Hour (II): Torneos que empezaron desde el 20 al 26 de marzo de 2017, haciendo homenaje a La hora del planeta.
- Bunny Business (IV): Torneos que empezaron desde el 13 al 19 de abril de 2017, haciendo homenaje a La pascua.
- Spring Has Sprung Tournament: Torneos que empezaron desde el 27 de abril al 3 de mayo del 2017.
- Trappigst-1 Tournament: Torneos que empezaron desde el 4 al 10 de mayo del 2017 haciendo alusiva al reciente descubrimiento de sistema planetario TRAPPIST-1.
- Pig Out Tournament: Torneos que empezaron desde el 11 al 17 de mayo de 2017.
- Pig Your Ride Tournament: Torneo que empezó desde el 25 al 28 de mayo de 2017.
- Vikings Tournament: Torneos que empezaron desde el 29 de mayo al 1 de junio de 2017.
- The Knights Of The Golden Egg Tournament: Torneos que empezaron desde el 2 al 7 de junio de 2017.
- Pirate Tournament: Torneos que empezaron desde el 8 al 14 de junio de 2017.
- Tropigal Eggscape Tournament: Torneos que empezaron desde el 22 al 28 de junio de 2017. Alusión para la zona del año veranera.
- Join the Evolution Tournament: Torneos que empezaron desde el 6 al 12 de julio del 2017. Alusión para un nuevo juego de la serie Angry Birds.
- I Want to Ride My Pigcycle! Tournament: Torneos que empezaron desde el 20 al 26 de julio del 2017.
- Wild West Tournament: Torneo que empezaron desde el 4 al 6 de agosto de 2017.
- Elephant Day Tournament: Torneo que empezaron desde el 7 al 13 de agosto de 2017.
- Wish Upon a Pig Tournament (II): Torneos que empezaron desde el 27 al 23 de agosto de 2017.
- Jelly Bounce Tournament (II): Torneos que empezaron desde el 31 de agosto al 6 de septiembre de 2017.
- Party with the Hatchlings Tournament: Torneos que empezaron desde el 28 de septiembre al 4 de octubre de 2017.
- Halloween Tournaments (VI): Torneos que empezaron desde el 5 de octubre al 5 de noviembre de 2017.
- Day of the Dead Tournaments: Torneos que empezaron desde el 9 al 15 de noviembre de 2017.
- Amusement Pork Tournaments: Torneos que empezaron desde el 23 al 29 de noviembre de 2017.
- Holiday Tournaments (VI): Torneos que empezaron desde el 14 al 31 de diciembre de 2017.

.

## Recepción
En abril de 2013, Rovio anunció que el juego de Facebook había sido instalado por más de 60 millones de usuarios, con 1,2 millones de usuarios activos diarios y 10 millones de usuarios activos mensuales.